# Polska Unia Socjaldemokratyczna
De Poolse Sociaaldemocratische Unie (PUS) (Pools: Polska Unia Socjaldemokratyczna) was een sociaaldemocratische partij die in de jaren 1990-1991 in Polen heeft bestaan.

## Geschiedenis
Nadat de Poolse Verenigde Arbeiderspartij (PZPR) zichzelf in januari 1990 had opgeheven, werden er verschillende partijen opgericht om als haar opvolger te gaan dienen. Naast de Sociaaldemocratie van de Republiek Polen (SdRP) van Aleksander Kwaśniewski, Leszek Miller en Mieczysław Rakowski waren dit de Unie van Poolse Communisten "Proletariaat" (ZKP "P"), die de wat hardere kern van de PZPR ging vertegenwoordigen, de Beweging van Werkende Mensen (RLP), die gebaseerd was op de communistische vakbond OPZZ, en de Sociaaldemocratische Unie van de Republiek Polen (USdRP), die in april 1990 werd omgedoopt tot Poolse Sociaaldemocratische Unie (PUS).
De PUS werd opgericht door de meest hervormingsgezinde PZPR-leden en hoopte zich tot een linkse, postcommunistische partij te ontwikkelen die ook voor de voormalige oppositie van Solidariteit acceptabel zou zijn. Oprichter was Tadeusz Fiszbach, die ooit als voormalig partijleider in Gdańsk de onderhandelingen met Solidariteit had geleid en zich tegen de staat van beleg had uitgesproken. Fiszbach was een van de weinige ex-communisten die ook bij de oppositie in hoog aanzien stonden; in 1989 had Lech Wałęsa getracht hem over te halen om zich kandidaat te stellen voor het presidentschap als tegenkandidaat van Wojciech Jaruzelski, maar hierop was hij niet ingegaan.
39 van de 173 leden van de voormalige PZPR-fractie in de Sejm sloten zich bij de nieuwe partij aan. Toch wist de PUS zich op niet op het politieke toneel te handhaven en in juli 1991 werd de partij weer opgeheven. Een deel van de partij ging onder leiding van Wiesława Ziółkowska nog door als Sociaaldemocratische Unie van Groot-Polen en wist bij de parlementsverkiezingen van 1991 één zetel in de Sejm te behalen. In 1992 trad een groot deel van de voormalige leden van de PUS toe tot de Unie van de Arbeid (UP). Fiszbach zelf trok zich na 1991 terug uit de politiek en zou nadien diverse posten vervullen in de diplomatieke dienst, in 2001-2005 als ambassadeur in Letland.